# 1339 Desagneauxa
1339 Desagneauxa је астероид главног астероидног појаса. Приближан пречник астероида је 22,96 ,
а средња удаљеност астероида од Сунца износи 3,020 астрономских јединица (АЈ).
Инклинација (нагиб) орбите у односу на раван еклиптике је 8,687 степени, а орбитални период износи 1917,514 дана (5,249 година). Ексцентрицитет орбите астероида износи 0,056.
Апсолутна магнитуда астероида износи 10,81 а геометријски албедо 0,158.
Астероид је откривен 4. децембра 1934. године.